# جوون منزی
جوون منزی (انگلیسی: Jevaughn Minzie؛ زادهٔ ۲۰ ژوئیهٔ ۱۹۹۵) دونده اهل جامائیکا است.
وی در مسابقات کشوری و بین‌المللی در مجموع برندهٔ ۳ مدال طلا، ۵ مدال نقره و ۱ مدال برنز شده‌است. 